# ختایی (خواجه‌وند)
ختایی (ترکی آذربایجانی: Xətai) یک منطقهٔ مسکونی در جمهوری آرتساخ است که در استان مارتونی واقع شده‌است.